# Stomopneustidae
Stomopneustidae são uma família de ouriços-do-mar (Echinoidea) de morfologia regular pertencente à ordem Stomopneustoida.

## Descrição
Os membros da família Stomopneustidae são ouriços-do-mar regulares, com testa ("concha") arredondada e globosa, o peristoma (boca) situado no centro da face oral (inferior) e o periprocto (aparelho que contém o ânus e os poros genitais) na face oposto, na região apical da face aboral (superior).
O disco apical é hemicíclica, incluindo o periprocto. Os tubérculos primários são imperfurados e não crenulados.
O registo fóssil desta família é conhecido desde o Jurássico.

## Taxonomia
A base de dados taxonómicos WRMS lista a seguinte estrutura para a família:
- Género Phymechinus Desor, 1856 †
- Género Phymotaxis Lambert & Thiéry, 1914 †
- Género Promechinus Vadet, Nicolleau & Reboul, 2010 †
- Género Stomopneustes L. Agassiz, 1841b
- Género Triadechinus H.L. Clark, in Arnold & H.L. Clark, 1927 †